# WCBS-TV
WCBS-TV est une station de télévision américaine située à New York, New York appartenant à CBS Corporation et faisant partie du réseau CBS.

## Historique
En 1931, CBS débute aussi de manière expérimentale la production télévisuelle avec la chaîne W2XAB diffusant un programme quotidien d'une heure uniquement dans la région de New York. Mais après plusieurs tests dont des retransmissions et des émissions régulières elle stoppe en 1933. Les expérimentations ne reprendront qu'en 1937 avec une conversion à l'électronique, l'installation d'une antenne au-dessus du Chrysler Building ainsi que les studios techniques au 74e étage du bâtiment et des studios de tournage dans Grand Central.
Fin 1939, Bill Paley annonce que l'année 1940 sera la plus glorieuse année dans l'histoire de la radio aux États-Unis. Les travaux préliminaires pour la production télévisuelle arrivent à leur terme en 1939, les studios et l'émetteur sont installés et la production débutent par des tests à la fin du printemps 1939. CBS utilise à nouveau la chaîne W2XAB, renommée W2XAX, sur le second canal dans la région de New York. Les tests sont concluants et CBS entame en 1940 la procédure administrative pour créer sa propre station. En 1941, CBS obtient l'autorisation d'émission de manière plus régulière, la chaîne est renommée WCBW. Dès 1942, la programmation de la chaîne comporte plusieurs heures d'émissions dont des informations, des jeux, du sport et des émissions culturelles.

## Télévision numérique terrestre
| Canal virtuel | Image | Ratio | Programmation                             |
| ------------- | ----- | ----- | ----------------------------------------- |
| 2.1           | 1080i | 16:9  | Programmation principale de WCBS / CBS HD |
| 2.2           | 480i  | 16:9  | Start TV (en)                             |
| 2.3           | 480i  | 16:9  | Dabl (en)                                 |
| 2.4           | 480i  | 16:9  | Fave TV (en)                              |
| 2.5           | 480i  | 16:9  | Comet (en)                                |